# Симонова, Иветта
Иветта Симонова ( чеш. Yvetta Simonová; При рождении Иветта Рубалова; чеш. Yvetta Roubalová; 4 ноября 1928, Чески-Брод) — популярная чешская певица, начинала петь как опереттная  и мюзикловая певица в Братиславской опперете, позже, в чешском музыкальном театре "Karlín".

## Биография
Родилась 4 ноября 1928 года в обеспеченной семье государственных служащих. В детстве занималась балетом и играла на фортепиано. Свою творческую  карьеру начинала как певица оперетт и мюзиклов в Братиславе. Позже начала сотрудничать с танцевальными оркестрами Зденека Бартака и Прохазки. С 1958 года она сотрудничала с оркестром Карела Влаха в качестве главной вокалистки. За свою жизнь исполнила более 500 песен, большинство из них с давней коллегой - певцом Миланом Хладилом. 
В 1960-х годах достигла пик своей популярности возглавив опрос читателей журнала Zlatý slavík, где она занимала второе место в рейтинге популярности в 1962, 1964 и 1965 годах. Она по-прежнему активно занимается творчеством и выступает на публике.
В 2010 году получила премию "Českého slavíka"  за 1962 год, заняв второе место после Вальдемара Матушки . С 1984 года она является обладательницей звания «Заслуженная артистка» за выдающийся вклад в чехословацкую популярную музыку. 28 октября 2017 года она получила медаль «За заслуги» от президента Чехии Милоша Земана. В 2023 году, в день своего 95-летия, она была занесена в Книгу рекордов Чехии как певица с самой долгой карьерой (карьера длится 80 лет).

## Дискография

### Грампластинки
- Malá černá kočička – Yvetta Simonová / Všechno jsem jí napsal – Jiří Vašíček – Supraphon, SP
- Tys to hochu všechno spískal – Yvetta Simonová / Kdo chce lásku dát – Milan Chladil – Supraphon, SP
- Přijď k nám Dolly – Milan Chladil / Zavři oči – Yvetta Simonová – Supraphon, SP
- Amore, amore – Milan Chladil, Yvetta Simonová / Pražská děvčata – Waldemar Matuška – Supraphon, SP
- Na slunci já chci žít – Yvetta Simonová / Kufr iluzí – Yvetta Simonová – Supraphon, SP
- Romeo – Yvetta Simonová / Mně se stýská – Yvetta Simonová – Supraphon, SP
- 1963 Páni rodičové – Jana Petrů, Pod oknem – Y. Simonová / Tři panenky – Y. Simonová, Proč ho mám ráda – Yvetta Simonová – Supraphon, SP (s orchestrem Karla Vlacha)
- 1966 Ačkoli – Yvetta Simonová a Milan Chladil / Polibek visí na vlásku – Judita Čeřovská – Supraphon, SP
- 1966 Pohádka o konvalinkách – Yvetta Simonová a Milan Chladil / Tichý kout – Josef Zíma – Supraphon, SP
- 1969 Ať hudba dále zní – Supraphon
- 1970 Můj sen – Yvetta Simonová / Houslista – Yvetta Simonová – Supraphon, SP

### СD
- 1991 O nás dvou – Supraphon
- Já jsem zamilovaná – FR centrum
- 1995 Romeo, mně se stýská – Sony / Bonton
- 1995 Já jsem zamilovaná – Sony Music / Bonton 20× Yvetta Simonová (edice 20×)
- 1998 Hity Yvetty Simonové – Český rozhlas
- 1999 Já jsem zamilovaná – Sony Music / Bonton 20× Yvetta Simonová podruhé (reedice z roku 1995, edice 20×)
- 1999 20× / Romeo, mně se stýská – Bonton
- 2000 Simonová Yvetta – Areca Music (edice Portréty českých hvězd)
- 2002 Noty z filmů – FR centrum
- 2008 Dárek na památku – Supraphon Music SU 5901-2, 2 CD